# أدي
أدي هي مدينة في مقاطعة كيميتي في إقليم سيلا (أو دار سيلا) في جنوب شرق تشاد. تقع على الحدود الشرقية مع السودان على بعد 100 كيلومتر جنوب أدري. قبل عام 2008 ، كان أدي جزءًا من مديرية سيلا السابقة في منطقة وداي.